# Lobelia gracillima
Lobelia gracillima är en klockväxtart som beskrevs av Friedrich Welwitsch och William Philip Hiern. Lobelia gracillima ingår i släktet lobelior, och familjen klockväxter.
Artens utbredningsområde är Angola. Inga underarter finns listade i Catalogue of Life.